# Базлыкский сельсовет
Базлыкский сельсовет — муниципальное образование в Бижбулякском районе Башкортостана.

## История
Согласно «Закону о границах, статусе и административных центрах муниципальных образований в Республике Башкортостан» имеет статус сельского поселения.

## Население
| 2002  | 2009  | 2010  | 2012  | 2013  | 2014  | 2015  |
| ----- | ----- | ----- | ----- | ----- | ----- | ----- |
| 1893  | ↘1777 | ↘1621 | ↘1568 | ↘1517 | ↘1473 | ↘1469 |
| 2016  | 2017  |       |       |       |       |       |
| ↘1408 | ↘1350 |       |       |       |       |       |

## Состав сельского поселения
| № | Населённый пункт   | Тип населённого пункта       | Население |
| - | ------------------ | ---------------------------- | --------- |
| 1 | Базлык             | село, административный центр | ↘916      |
| 2 | Кистенли-Богданово | село                         | ↘483      |
| 3 | Мусино             | деревня                      | ↘91       |
| 4 | Пурлыга            | деревня                      | ↘67       |
| 5 | Егоровка           | деревня                      | ↘64       |